# Attentats de 1999 à Tachkent
Les attentats de 1999 à Tachkent sont des attentats survenus le 16 février 1999 lorsque six voitures piégées ont explosé à Tachkent, la capitale de l'Ouzbékistan. Les bombes ont explosé pendant une heure et demie et ont visé plusieurs bâtiments gouvernementaux. Il est possible que cinq des explosions aient été une distraction par rapport à la sixième, qui semblait être une tentative d'assassinat du président Islam Karimov. 16 personnes ont été tuées et plus de 120 autres ont été blessées.
Bien que le gouvernement ait blâmé les rebelles islamiques, le Mouvement islamique d'Ouzbékistan (IMU), les critiques ont mis en doute cette évaluation.
En raison du contrôle strict des médias dans le pays, la séquence des événements des attentats n'est pas totalement claire.

## Attentats
Selon la version officielle des attentats, quatre à cinq hommes ont conduit une voiture pleine d'explosifs jusqu'à l'entrée principale du bâtiment du Cabinet des ministres quelques minutes avant que Karimov n'y prenne la parole. Les agresseurs ont quitté les lieux. Une explosion de voiture et une fusillade séparées se sont produites à quelques centaines de mètres, distrayant les gardes. Les agresseurs ont pris la fuite.

## Enquête
Selon le Service fédéral de sécurité, les bombardements ont utilisé un mélange mécanique de poudre d'aluminium et de nitrate d'ammoniac comme explosif. Les terroristes ont reçu une instruction dans des centres de formation dirigés par Ibn al-Khattab et Chamil Bassaïev en Tchétchénie.

## Réponse du gouvernement
Deux heures après l'explosion, le président Karimov et les chefs des forces de sécurité ouzbèkes ont déclaré que les militants islamistes étaient responsables des attentats. De nombreuses personnes ont été arrêtées, avec des estimations allant de centaines à 5 000. Les groupes de droits de l'homme ont critiqué les détentions comme illégitimes. Ils ont également accusé le gouvernement d'avoir accumulé des preuves et d'avoir obtenu des aveux par la torture.
En janvier 2000, à la veille de la fête musulmane du Ramadan, le gouvernement a annoncé l'exécution de plusieurs des participants présumés aux attentats.
Le gouvernement ouzbek a également accusé le Tadjikistan d'être complice des attaques et a temporairement fermé sa frontière avec le pays en réponse.

## Auteurs
Bien que le gouvernement ait blâmé le Mouvement islamique d'Ouzbékistan (IMU), une organisation terroriste islamiste, pour les attaques, les critiques en ont douté. Certains ont accusé la Russie, bien que d'autres l'aient qualifié d'improbable. Une autre possibilité est que les forces du gouvernement majoritairement musulman du Tadjikistan aient exercé des représailles contre le soutien ouzbek aux groupes d'opposition tadjiks. Des groupes terroristes tadjiks ont également été suggérés, en particulier l' opposition tadjike unie.
D'autres ont même suggéré que le gouvernement lui-même était responsable ou que des "clans" concurrents, dont la part de pouvoir au sein du gouvernement avait récemment été réduite, étaient à l'origine des attaques. En particulier, il a été suggéré que le Service de sécurité nationale, prétendument contrôlé par le clan de Tachkent (en), était impliqué.

## Conséquences
Les critiques ont déclaré que le régime de Karimov a utilisé les attaques comme excuse pour réprimer la dissidence religieuse et, dans une moindre mesure, laïque. Les attaques ont également montré à quel point le pays était vulnérable au terrorisme et à l'instabilité. La prison de Jaslyk (en) a été ouverte en 1999 pour contenir des milliers de personnes arrêtées à la suite des attentats à la bombe.